# Acción individual contra el cambio climático

Reducción de la huella de carbon individual de diferentes acciones según un estudio del 2017

La acción individual contra el cambio climático es el conjunto de medidas que puede tomar cada persona para contribuir a la reducción de emisiones de gases de efecto invernadero.
Estas acciones pueden incluir decisiones personales en muchos ámbitos, como la dieta, los medios de transporte utilizados, el uso de la energía en el hogar, el consumo de bienes y servicios, y otras acciones más controvertidas como el tamaño de la familia. Otro tipo de acciones incluyen contribuir al cambio estructural a través del activismo y realizar donaciones a organizaciones sin ánimo de lucro dedicadas a crear el máximo impacto posible.

## Huella de carbono necesaria
Los límites de las emisiones son inciertos, pero se estima que la huella de carbono anual necesaria por persona para cumplir el Acuerdo de París debería ser de alrededor de 2 toneladas.
En comparación, en 2019 las emisiones medias de una persona residente en Estados Unidos fueron de 16 toneladas al año, en España 5,4 toneladas, en Argentina 4 toneladas y en México 3,4.

## Acciones
El discurso público sobre la reducción de la huella de carbono se ha centrado frecuentemente en los comportamientos de bajo impacto, y a fecha de 2017, la mención de acciones individuales de alto impacto era casi inexistente en los principales medios de comunicación y en las publicaciones gubernamentales.
Las acciones se pueden dividir en dos categorías, según los plazos en los que el impacto se produce.
- Impacto a corto plazo
- Impacto a medio y largo plazo

Esta diferenciación es importante, ya que se estima que al ritmo de emisiones actual, se llegará al límite de emisiones para no sobrepasar los 1,5 grados centígrados de calentamiento global en el 2028 y al límite de los 2 °C en el 2045.

## Acciones con impacto a corto plazo
Según varios estudios, se pueden tomar algunas acciones individuales que tienen mucho mayor impacto a corto plazo que otras.

### Evitar viajar en avión
Solo un 5 y un 10% de la población mundial viaja en avión en un año determinado. Debido a la baja proporción de población que utiliza este medio de transporte, las emisiones de la aviación a nivel mundial representan únicamente el 2.5% del total de las emisiones de CO2.
Sin embargo, a nivel individual viajar en avión es una de la acciones que conlleva más emisiones de gases de efecto invernadero, por lo que para los viajeros evitar los vuelos es una de la acciones con mayor impacto que se puede tomar. Por ejemplo, se estima que evitar un vuelo transatlántico de ida y vuelta supone un ahorro de 1,6 toneladas de CO2e.

### Vivir sin coche
Se estima que pasar de tener un coche de gasolina a vivir sin coche supone de media evitar la emisión de 2,4 toneladas de CO2e a la atmósfera cada año.
Cambiar de un coche de gasolina a uno eléctrico supone evitar la emisión de una tonelada, pasando de 2,4 a 1,4 toneladas de CO2e al año.
Recorrer 1000 km en coche con combustible fósil supone de media unas emisiones de 250 kg CO2e.

### Alimentarse con una dieta basada en plantas

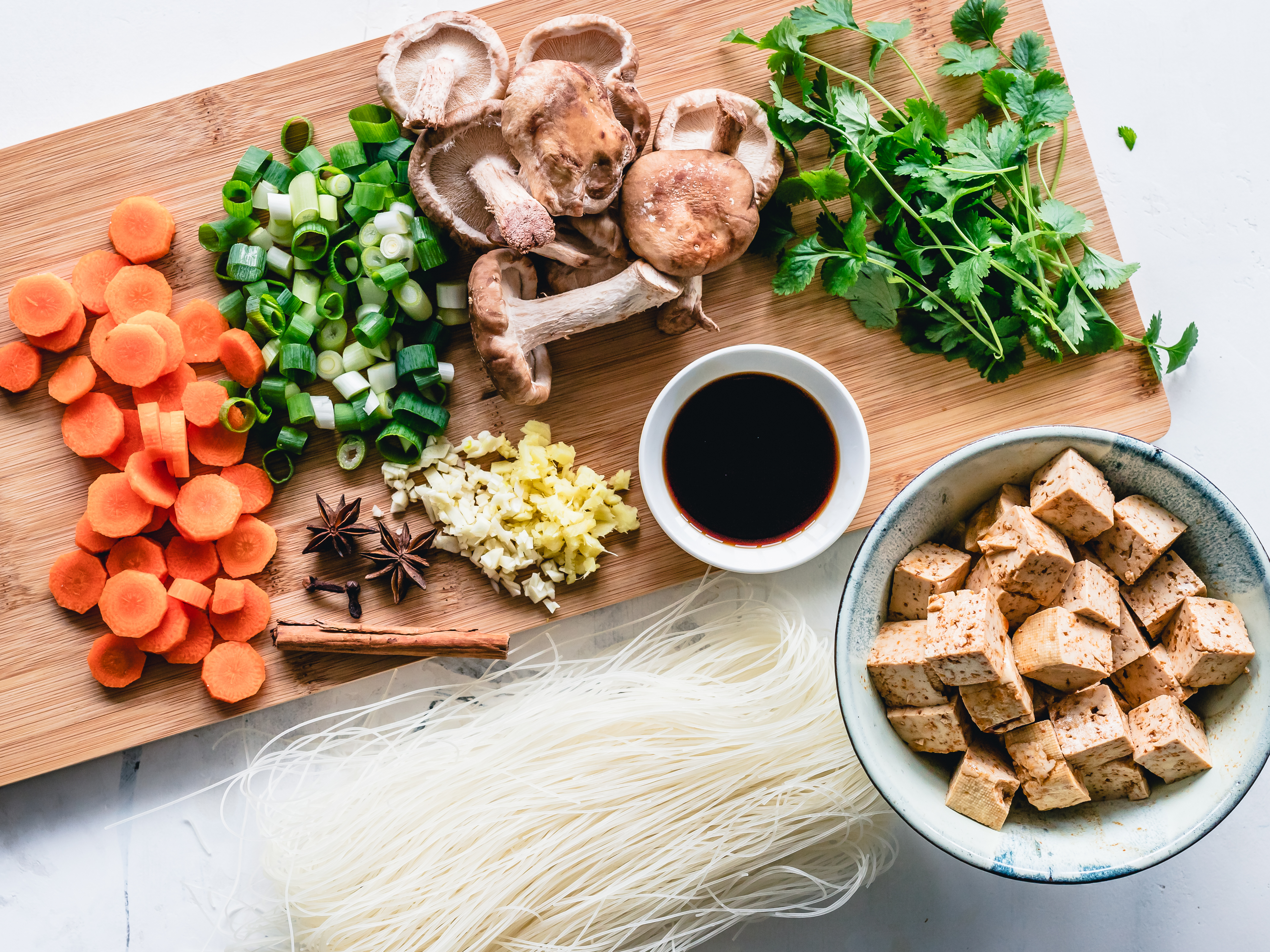
Ingredientes para pho vegano

Las actividades ganaderas para la producción de carne y productos lácteos suponen el 14.5% de las emisiones globales de CO2e. Esto es debido a varios factores, incluyendo las emisiones de metano de los animales rumiantes durante a la digestión, la ineficiencia en el uso del terreno, al ocupar la ganadería casi el 80% de la superficie agrícola mundial, pero producir menos del 20% del suministro mundial de calorías, y las emisiones por la deforestación causada para usos ganaderos.
Por todo ello, una alimentación basada en plantas supone una reducción anual de emisiones de CO2e de 0,8 toneladas.
Según un análisis de The Good Food Institute la carne cultivada directamente a partir de células podría provocar hasta un 92% menos de calentamiento global y un 93% menos de contaminación atmosférica en comparación con la carne de vacuno convencional.

### Cambiar a una tarifa de electricidad 100% renovable
La generación de energía eléctrica produce a nivel global el 25% de las emisiones de gases de efecto invernadero.
Se estima que cambiar a una tarifa con electricidad 100% renovable puede suponer un ahorro de hasta 2,5 toneladas al año.

### Cambiar a un banco ético
Actividades como la extracción y el refinamiento de combustibles fósiles o la tala de selvas tropicales para uso ganadero necesitan grandes inversiones iniciales. Estas inversiones las conceden entidades financieras como bancos.
Según algunos estudios, entre 2016 y 2018 los bancos invirtieron a nivel global 1,9 billones de dólares en combustibles fósiles.
Cambiando de un banco normal a uno ético se consigue que las inversiones se dirijan a otras actividades que no contribuyen al cambio climático.

## Acciones con impacto a medio y largo plazo

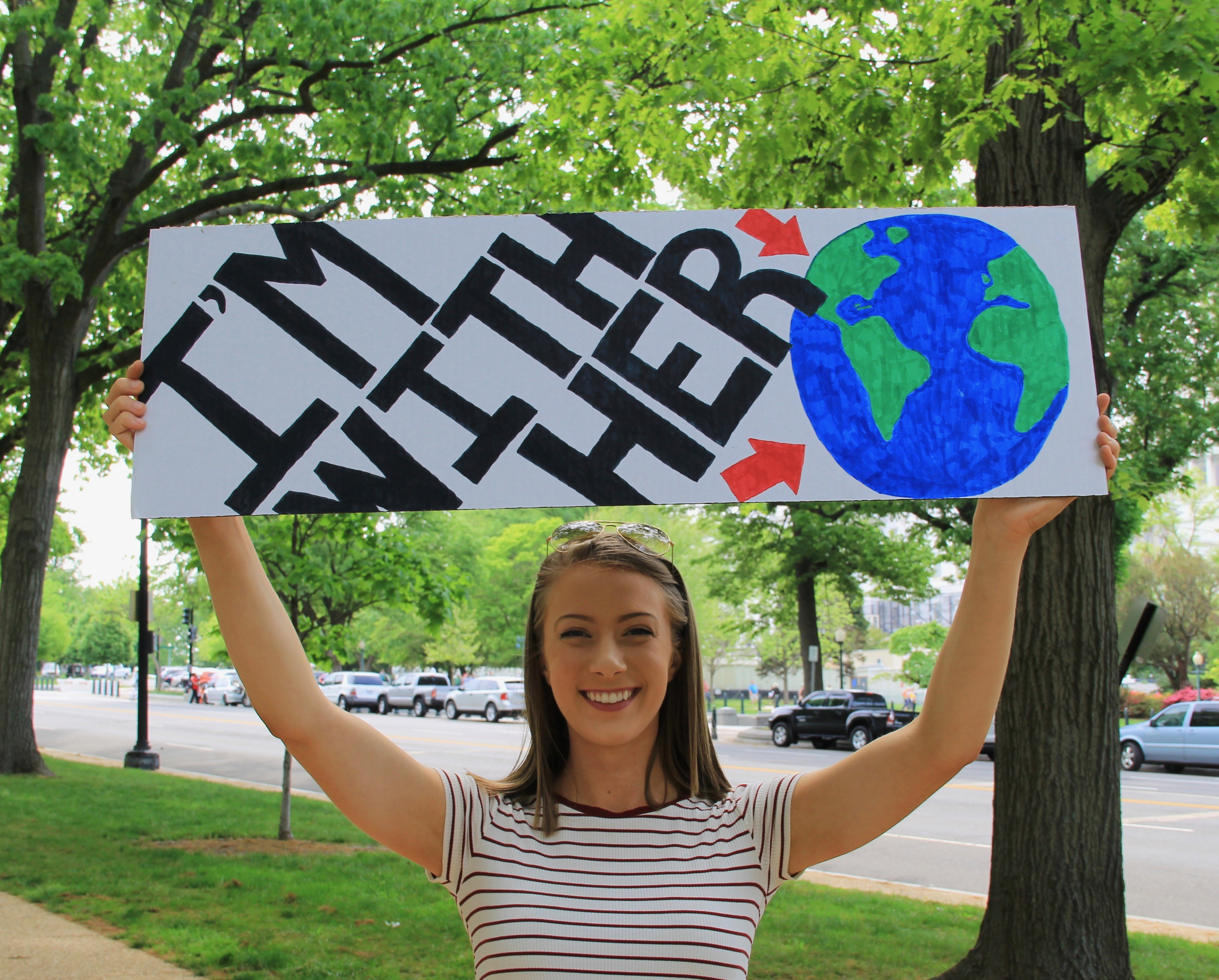
Manifestante en la marcha por el clima en 2017

Existen también otro tipo de acciones en las que los resultados normalmente se producen a medio y largo plazo. Estas acciones pueden tener un impacto muy grande, pero debido a la urgencia de la crisis climática, no son suficientes para mantenerse en los límites de emisiones recomendados por el IPCC.

### Tener un hijo menos
Una acción considerada por algunos expertos como de gran impacto es tener un hijo menos, estimando un ahorro en los países más desarrollados de 58,6 toneladas de CO2e al año.
Sin embargo, esta medida resulta muy controvertida por su naturaleza privada y no se suele plantear públicamente como alternativa.
Esta medida también ha recibido críticas porque las estimaciones "suponen que las emisiones de los descendientes continuarán a un ritmo constante en el futuro, lo cual es muy poco realista".
La autora del estudio que incluyó esta propuesta clarificó posteriormente que esta acción solo tendría efecto a largo plazo, pero debido al poco tiempo restante para alcanzar el límite de emisiones de CO2, las acciones a corto plazo siguen siendo necesarias.

### Donaciones
Según la organización Founders Pledge, donar a ONGs que trabajan para combatir el cambio climático puede resultar la acción individual con más impacto, siempre que se elija cuidadosamente a qué organización en concreto se dona. Founders Pledge estima que las organizaciones más efectivas pueden llegar a tener un impacto más de 100 veces mayor.
El estudio calcula que realizando una donación de 1000 dólares, se evitan como mínimo 100 toneladas de CO2e. Al mismo tiempo, advierte de que a pesar de ser una oportunidad con mucho impacto, esta acción no debe de tomarse como una compensación de CO2 sino como una forma de maximizar el impacto.

### Activismo
Además de reducir la huella de carbono personal, según muchos actores el mundo también tiene que cambiar a un nivel profundo y estructural para acabar con la dependencia de los combustibles fósiles. El activismo puede obligar a los actores sistémicos, como las multinacionales y los gobiernos, a empezar a aplicar los cambios necesarios.

## Críticas
Un número creciente de expertos cuestiona que la «acción individual» sea el principal motor de la descarbonización. Señalan que el concepto de «huella de carbono» fue popularizado en 2004 por la petrolera BP como parte de una campaña publicitaria destinada a trasladar la responsabilidad al consumidor y alejar el foco de los grandes emisores.
Estudios de síntesis concluyen que, aun adoptando de forma masiva los cambios de consumo más eficaces —volar menos, seguir dietas basadas en plantas o mejorar la eficiencia energética del hogar—, el recorte agregado cubriría como máximo alrededor de una cuarta parte de las reducciones necesarias, por lo que resultaría insuficiente sin reformas estructurales y regulaciones ambiciosas.
Diversos análisis advierten además de un componente distributivo: muchas tecnologías de baja huella de carbono —vehículos eléctricos, rehabilitación energética o alimentación ecológica— exigen inversiones fuera del alcance de los hogares con menos recursos, lo que puede agrandar la brecha socioeconómica si no se acompaña de políticas de transición justa.
Ante estas limitaciones, distintos autores proponen que los individuos orienten sus esfuerzos hacia acciones con mayor efecto sistémico, como participar en campañas de incidencia política —por ejemplo, los grupos de lobby ciudadano que reclaman un precio al carbono—, fomentar el debate público para incrementar el apoyo social a las medidas climáticas, o realizar donaciones estratégicas a organizaciones con intervenciones de alta relación coste-efectividad, un ámbito donde la financiación filantrópica para la mitigación creció de forma significativa en 2023.